# Estação Unisinos
A Estação Unisinos é uma das estações do Metrô de Porto Alegre, situada em São Leopoldo, entre a Estação Sapucaia e a Estação São Leopoldo. Faz parte da Linha 1.
Foi inaugurada em 9 de dezembro de 1997. Localiza-se no cruzamento da Avenida Mauá com a Rua Brasil Camoreto Gal. Atende os bairros de Padre Reus e Santa Tereza.

## Localização
A estação recebeu esse nome por prestar serviço ao Campus São Leopoldo da Universidade do Vale do Rio dos Sinos (Unisinos), proporcionando à comunidade um meio de transporte rápido, confiável e eficaz.
Em suas imediações também se localiza o 16° Grupo de Artilharia de Campanha, uma das bases militares do Exército Brasileiro.